# Hanušův dům
Hanušův dům je modernistický dům z roku 1909 (1911). Architekt Vladimír Fultner jej navrhl pro svého strýce, továrníka Antonína Hanuše, pro nárožní parcelu v ulici V Kopečku v Hradci Králové.

## Historie
Architekt Vladimír Fultner začal na projektu domu pro svého strýce Antonína Hanuše pracovat zcela na počátku své kariéy, ve věku 22 let, navíc bez absolutoria na pražské technice, kde sice architekturu začal studovat, ale nedokončil. Kromě důvěry strýce měl ale podporu i starosty města Františka Ulricha, který mladé tvůrce (např. také Josefa Gočára, Rudolfa Němce nebo Bedřicha Bendelmayera) podporoval. Fultnerovým úkolem bylo přestavět nárožní dům čp. 169, nově vybudovat domy na parcelách čp. 170 a 171 a vše propojit jednotnou fasádou ve společný celek, odpovídající vzrůstající prestiži Hanušova kožedělného impéria. Jednalo se o vůbec první modernistickou realizaci v historickém jádru a Fultner ji za podpory starosty Ulricha prosadil i přes značnou nevoli městských stavebních úředníků. Fultner tak vlastně symbolicky propojil sérii novostaveb, vznikajících v místech bývalého opevnění (městské muzeum, Okresní dům, Hotel Grand) s původní historickou zástavbou. Hanušův dům byl vybudován stavební firmou Roberta Schmidta, železobetonové konstrukce realizoval František Jirásek.

## Architektura
Hlavní průčelí domu, orientované do rozšíření ulice V Kopečku (historicky Svatojánské náměstí), je třídílné. Střední část – mírně předstupující rizalit – je trojosá a je členěna pilastry, z nichž dva krajní jsou vyšší a jakoby nesou trojúhelníkový tympanon. V něm je umístěn oválný medailon se štukovým motivem Merkurovy hole. Pravá část fasády je pouze dvouosá, je členěna barevně odlišnými pilastry a završena výrazně předsazenou římsou. Levou část fasády tvoří oblé nároží a zaujme zde především pásová římsa z režných cihel podepřená konzolami se secesními maskarony a štuková kartuš s iniciálami AM nad hlavním vchodem. Fasáda tak uplatňuje typické prvky tehdejších moderních trendů: umírněné členění, výraznou vertikalitu, nápadnou vodorovnou střešní římsu a decentně uplatněné secesní prvky, a to především geometrické.